# Bolbelasmus gallicus
Bolbelasmus gallicus är en skalbaggsart som beskrevs av Étienne Mulsant 1842. Bolbelasmus gallicus ingår i släktet Bolbelasmus och familjen Bolboceratidae. Inga underarter finns listade.